# (10463) Bannister
Pour les articles homonymes, voir Bannister.
(10463) Bannister est un astéroïde de la ceinture principale.

## Description
(10463) Bannister est un astéroïde de la ceinture principale. Il fut découvert le 25 juin 1979 à l'Observatoire de Siding Spring par Eleanor Francis Helin et Schelte J. Bus. Il présente une orbite caractérisée par un demi-grand axe de 3,12 UA, une excentricité de 0,18 et une inclinaison de 1,6° par rapport à l'écliptique.
Il est nommé d'après l'astronome néo-zélandaise Michele Bannister.